# Ballyheige
Ballyheige (iriska: Baile Uí Thaidhg) är en ort i republiken Irland.   Den ligger i grevskapet Ciarraí och provinsen Munster, i den sydvästra delen av landet, 260 km väster om huvudstaden Dublin. Ballyheige ligger 4 meter över havet och antalet invånare är 628.
Terrängen runt Ballyheige är platt. Havet är nära Ballyheige åt sydväst. Runt Ballyheige är det ganska glesbefolkat, med 27 invånare per kvadratkilometer. Närmaste större samhälle är Tralee, 15,4 km sydost om Ballyheige. Trakten runt Ballyheige består i huvudsak av gräsmarker.